# Albrecht II. von Cuyk
Albrecht II. von Cuyk, auch Albert II. von Cuyk (* um 1134; † 2. Februar 1200) war von 1195 bis 1200 Bischof von Lüttich. Erst nach erheblichen Schwierigkeiten konnte er das Amt übernehmen. In seine Zeit fallen ein Ausbau der Stadt Lüttich und die Gewährung erster bürgerlicher Privilegien.

## Leben
Er stammte aus dem Geschlecht von Cuyk und war ein Sohn von Hermann II. Er trat in den geistlichen Stand ein und wurde Archidiakon und Propst von St. Paul in Lüttich.
Nach der Ermordung von Albrecht I. von Löwen und der Bannung von Lothar von Hochstaden war die Nachfolgeregelung schwierig. Es gab im Domkapitel mehrere Parteien, die massiv durch den regionalen Adel beeinflusst wurden. So bemühte sich der Herzog von Limburg um die Wahl seines damals erst 16-jährigen Sohnes Simon von Limburg. Dem stellte sich der Herzog von Brabant entgegen, weil er eine Machterweiterung der Limburger befürchtete. Zunächst wurde aber dennoch Simon von Limburg gewählt.
Dieser war ein Verwandter des ermordeten Albert. Um den Konflikt zu entschärfen, erhielt er von Kaiser Heinrich VI. auch die Belehnung mit den Regalien. Gegen die Wahl wandte sich die andere Partei an den Papst, weil die Unterstützer Lothar von Hochstadens von der Wahl ausgeschlossen worden seien. Unter diesen Kritikern war auch Albert. Sowohl er wie auch Vertreter der Gegenseite gingen nach Rom, um ihre jeweilige Sache zu vertreten. Sein Kontrahent begann 1193 mit der Leitung von Bistum und Hochstift. Der Papst erklärte die Wahl Simons für nichtig und befahl eine neue Wahl durchzuführen.
Weil Lüttich von den Limburgern besetzt war, musste die Wahl in Namur stattfinden. Auf Vorschlag des vom Papst ernannten Administrators Balduin von Hennegau wurde Albert von Cuyk vorgeschlagen. Eine recht geringe Zahl Kanoniker stimmte für Albert. Wieder wurde der Papst als Schiedsrichter angerufen.
Zwischen den Anhängern beider Seiten, insbesondere zwischen Graf Balduin V. von Hennegau und Heinrich von Brabant, kam es zu schweren Kämpfen, bis diese durch einen Vertrag beendet wurden.
Simon hatte dadurch die militärische Unterstützung seines Vaters verloren und daher alle faktische Macht eingebüßt. Sowohl Albert wie auch Simon reisten nach Rom. Papst Coelestin III. entschied sich für Albert, soll aber Simon zum Kardinal ernannt haben. Dieser starb jedoch bald darauf. Die Angelegenheit wurde durch die Falschmeldung vom Tod Alberts noch komplizierter, da die Domherren nun einen Otto von Falconis-Monte (Valkenburg) zum Bischof wählten. Sowohl Otto wie auch Albert erschienen beim Kaiser in Worms und baten um die Investitur. Der Kandidat Otto wurde ausgelacht und Albert belehnt.
Im Jahr 1196 wurde er von Erzbischof Adolf in Köln zum Bischof geweiht. Die hohen Ausgaben durch den langen Nachfolgeprozess suchte er durch verschiedene Mittel, zu denen offenbar auch die Simonie gehörte, wieder hereinzubringen.
Von Bedeutung über seine Herrschaft hinaus war 1196 (1198) die Verleihung großer Privilegien zu Gunsten der Bürger von Lüttich, diese wurde 1208 durch Philipp von Schwaben bestätigt. Danach waren die Bürger nicht mehr zum Heeresdienst, sondern nur noch zur Stadtverteidigung verpflichtet. Sie sollten zuerst der städtischen Gerichtsbarkeit unterliegen. Erst wenn dieses Gericht sich weigerte, sollte das höhere bischöfliche Gericht tätig werden dürfen. Hinzu kamen zahlreiche weitere Rechte.
Im Jahr 1196 unterstützte er den Herzog von Brabant bei dessen Krieg gegen Dietrich VII. von Holland. Ein Jahr später belegte er wegen Verfehlungen gegen einen Priester und der Zurückhaltung von Kirchengut durch Herzogin Mathilde von Boulogne, die die Herrschaft in Brabant in Abwesenheit ihres Mannes ausübte, das Herzogtum mit dem Interdikt. Durch die Vermittlung des Bischofs Bertram von Metz wurde der Konflikt, der zu kriegerischen Auseinandersetzungen zu eskalieren drohte, beigelegt. In seiner Zeit wurde die Stadt Lüttich durch den Kauf von anliegenden Wiesen vergrößert und Albert erlaubte 1198 den Ausbau der ummauerten Stadt.
Nach dem Tod Heinrichs VI. 1198 unterstützte Albert Philipp von Schwaben. Damit stand er im Gegensatz zu den meisten anderen Fürsten der Region, die Otto von Braunschweig unterstützten. Otto kam zusammen mit dem Erzbischof von Köln selbst nach Lüttich. Albert zog sich auf die Burg Huy zurück. Er erklärte sich mit einem Schreiben zahlreicher Bischöfe und Fürsten einverstanden, die 1199 dem Papst die Wahl Philipps empfahlen.
Im Inneren tat er wenig, um die Kirchenzucht unter den hohen Geistlichen des Bistums zu verbessern. Er wurde nach seinem Tod im Domchor begraben.